# Wallfahrtskirche Maria Feldblume

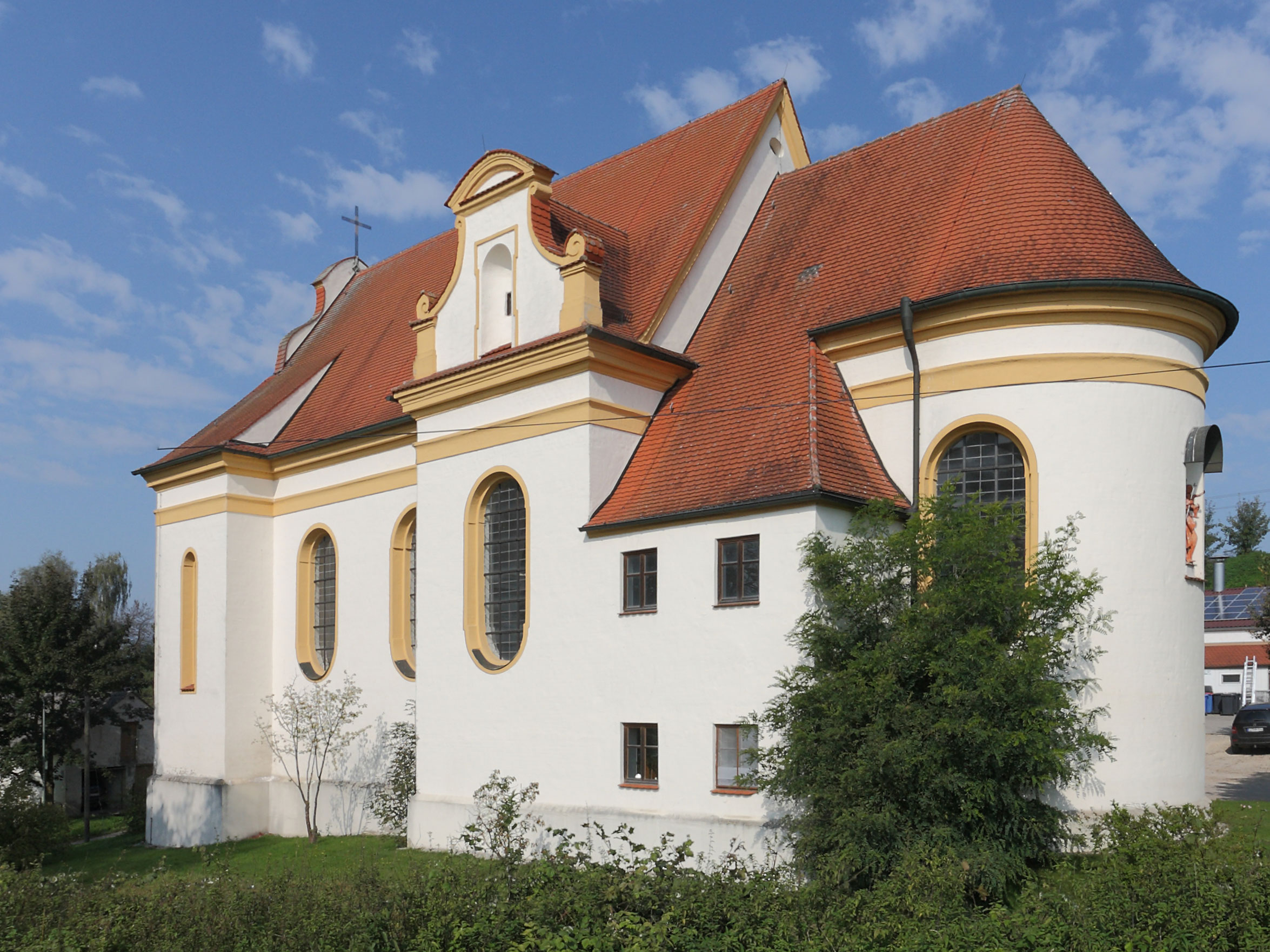
Wallfahrtskirche Maria Feldblume

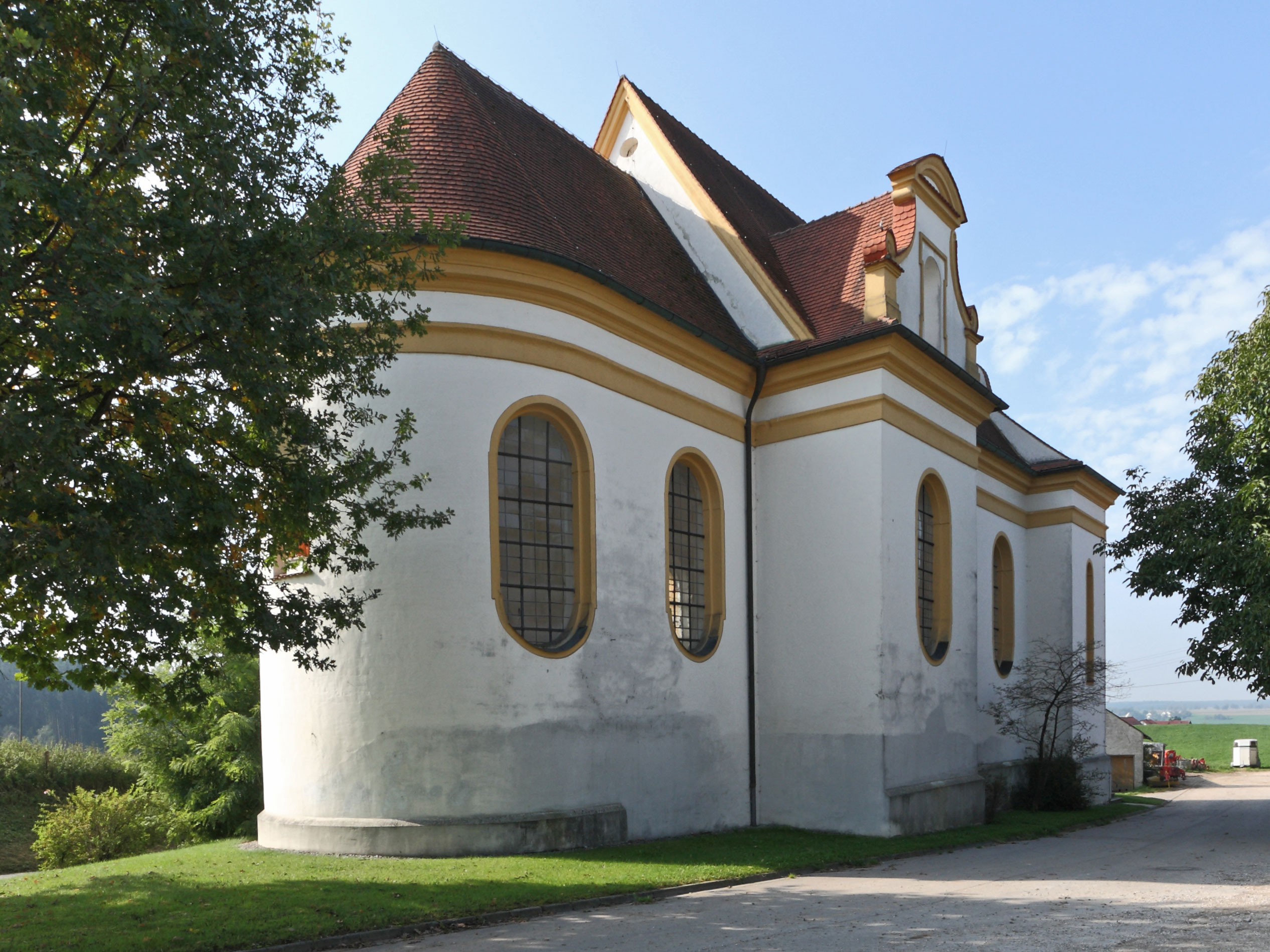
Rückansicht

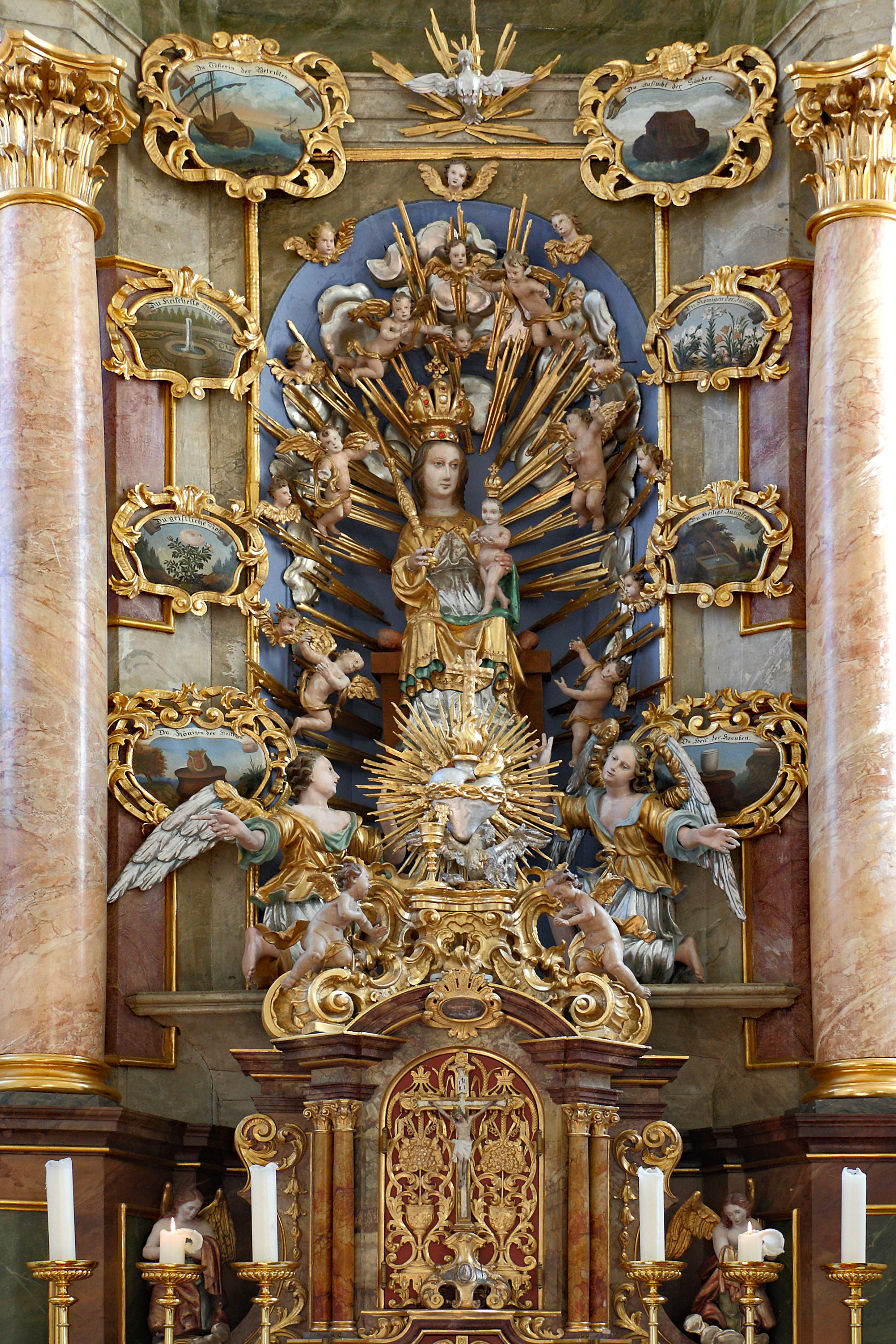
Gnadenbild

Die römisch-katholische Wallfahrtskirche Maria Feldblume, früher auch: Unsere Liebe Frau in der Eichen, in Wattenweiler, einem Ortsteil von Neuburg an der Kammel, im schwäbischen Landkreis Günzburg wurde von 1684 bis 1686 im Barockstil erbaut und 1761 im Rokokostil umgestaltet. Als Baudenkmal ist sie geschützt. 

## Geschichte
Der Erzählung nach soll am 15. August 1669 der Pfarrer von Wattenweiler Johann Kaspar Fridlos eine Madonna aus der Kapelle St. Anton in Wattenweiler in einen ausgebrannten holen Eichenbaum versetzt haben, zu der sich eine rege Andacht entwickelte. 1673 wurde über dem Gnadenbild eine Holzkapelle errichtet. Nachdem die Wallfahrt immer mehr zunahm, erfolgte von 1684 bis 1686 der durch Spenden finanzierte Bau der heutigen Barockkirche. In Auftrag gab sie der Probst des Klosters Wettenhausen Dionysius von Rehlingen. Die Baupläne lieferte möglicherweise der Baumeister Michael Thumb. Aus Geldmangel wurden die geplanten Türme nur bis zum Unterbau verwirklicht. Auf dem Grundstein steht folgende in lateinischer Sprache verfasste Widmung: 

„D. O. M. Maria Virgini Deiparae, matri admirabili, matri gra- tiae, matri misericordiae, flori immaculato campi, Josepho, Joa- chimo, Annae, magno patri Augustino, omnibus coelestis curiae sanctis incolis ecclesiam hanc in plurimorum solatium et auxi- lium D. D. D. primum in eadem ponens lapidem Dionysius D. G. S. R. I. Praelatus ad B. V. in Wettenhausen, s. Caes. Maie- statis consiliarius et Sacellanus perpetuus, ss. theologiae et ss. canonum doctor, sacerdos iubilaeus etc. anno reparatae sa- lutis MDCLXXXIV. die XXVI. Junii moderantibus orbem Christianum Innocentio XI. summo pontifice, Leopoldo I. im- peratore Austriaco. Nos cum prole pia benedicat Virgo Maria.“

Der Pfarrer von Wattenweiler, Philipp Heinrich Fischer, stellte 1732 um die Wallfahrtskirche elf gemauerte Bildsäulen auf. 1761 ließ der Baumeister Joseph Dossenberger die Kirche im Rokokostil umgestalten. Der Prälat Augustin gründete 1767 für die Kirche eine Herz-Jesu-Bruderschaft. Nach der Säkularisation wurde das Kloster Wettenhausen, samt dem Fond und Vermögen der Bruderschaft aufgelöst. Das zunächst zum Abbruch bestimmte Gotteshaus, kaufte die örtliche Gemeinde. Ende des 19. Jahrhunderts nutzte man die Kirche für den Vormittagsgottesdienst.

## Beschreibung

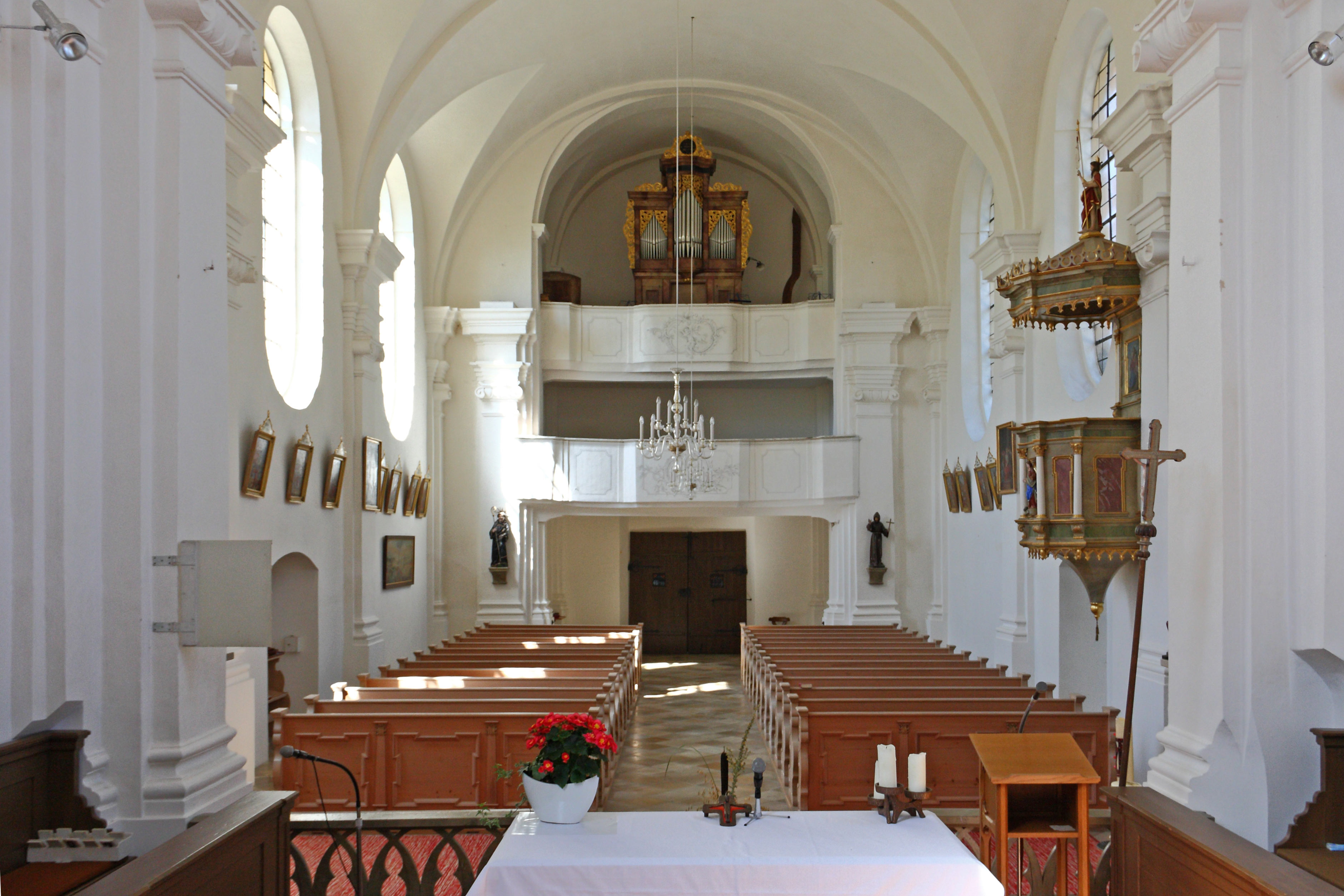
Blick zur Empore

Die Kirche ist einschiffig, mit Tonnengewölbe und halbrunder Apsis. Die unvollendeten Kirchtürme an der Westfront reichen nur bis zur Höhe des Langhauses. Die Ausstattung ist im Barock- und Rokokostil gehalten. Die Altäre stammen aus der Zeit um 1720 bis 1730. Das spätgotische Gnadenbild im Hochaltar aus dem Ende des 14. Jahrhunderts ist von neun goldgerahmten Kartuschen flankiert. Die neubarocke Kirchenkanzel wurde 1860 bezogen.
Die Orgel mit Barockprospekt um 1718 wird Johann Georg Fux zugeschrieben und ist leicht verändert erhalten.